# Synema valentinieri
Synema valentinieri är en spindelart som beskrevs av Friedrich Dahl 1907. 
Synema valentinieri ingår i släktet Synema och familjen krabbspindlar. Artens utbredningsområde är Egypten. Inga underarter finns listade i Catalogue of Life.